# Huddestorf
Huddestorf ist ein Ort in der Gemeinde Raddestorf im Landkreis Nienburg/Weser in Niedersachsen. Huddestorf besteht aus zehn Ortsteilen (Förd, Bünte, Specken, Schwatte Heide, Börnser Heide, Hache, Körte Riehe, Griese Brauk, Dierstorf Nord und Dierstorf Süd). In Huddestorf leben etwa 600 Menschen.

## Geografie
Huddestorf liegt in der Gemeinde Raddestorf zwischen der Bundesstraße 215 und der Bundesstraße 441. Es liegt etwa auf dem halben Weg zwischen Nienburg/Weser und Minden.
Im Norden grenzt Huddestorf an die Ortschaften Haustedt und Nendorf, welche der Gemeinde Stolzenau angehört, im Westen an den Flecken Uchte, im Süden an Raddestorf und im Osten an Diethe-Langern, ebenfalls Ortsteile der Gemeinde Stolzenau.

## Geschichte
Am 1. März 1974 wurde Huddestorf in die Gemeinde Raddestorf eingegliedert.

### Religionen
Huddestorf hat einen eigenen Friedhof mit Kapelle. Die nächste evangelische Kirche befindet sich im Nachbarort Raddestorf.

## Politik

### Bürgermeister
Der ehrenamtliche Bürgermeister der Gemeinde Raddestorf Heinrich Stellhorn wurde am 9. September 2001 gewählt.

## Bauwerke
In Huddestorf steht ein Kriegerdenkmal.
Siehe auch: Liste der Baudenkmale in Raddestorf#Huddestorf

## Sport
Der populärste Sport in der Gemeinde ist Fußball. Auf dem Sportplatz in Huddestorf trägt der SV Kreuzkrug-Huddestorf seine Heimspiele aus. In der am Sportplatz gelegenen Halle finden Tischtennisspiele und Aerobic-Kurse statt. Das Sporthaus ist ein beliebter Ort zum Feiern von Geburtstagen oder ähnlichem.

## Regelmäßige Veranstaltungen
Jedes Jahr wird zu Ostern von der Freiwilligen Feuerwehr Huddestorf ein großes Osterfeuer auf dem Sportgelände in Huddestorf veranstaltet. In der letzten vollen Woche im Juli findet alljährlich das Sportfest statt.

## Wirtschaft und Infrastruktur

### Verkehr
Huddestorf liegt direkt an der Bundesstraße 215, die von Stolzenau nach Petershagen führt.

### Ansässige Unternehmen
In Huddestorf gibt es eine Baumschule, eine Gastwirtschaft, einen Kfz-Meisterbetrieb und ein Bauerncafe im Ortsteil Dierstorf.